# マナアキ・セルビー＝リキット
マナアキ・セルビー＝リキット（Manaaki Selby-Rickit、1996年6月5日 - ）は、ニュージーランド出身のラグビーユニオン選手。ジャパンラグビーリーグワンの浦安D-Rocksに所属している。

## 経歴
マオリ系（ガーティ・ラウカワ系）のニュージーランド人。父ハド・リキットは、元オールブラックス選手。
2017年、マイター10カップ（後のNPC、ニュージーランド州代表選手権）のサウスランド・スタッグスに加入。
2020年2月28日、ハイランダーズとして、レベルズ戦でスーパーラグビーデビューを果たした。
同年、マオリ・オールブラックスとしてモアナ・パシフィカ戦でデビューを果たす。
2019年11月、暴行罪で有罪判決を受ける。
2021年、NPCチームではベイ・オブ・プレンティに移籍。
2023年、スーパーラグビーチームでは、チーフスに移籍。
2025年7月、ジャパンラグビーリーグワンの浦安D-Rocksに加入。